# Jean-Pierre Sauvage
Jean-Pierre Sauvage (Parigi, 21 ottobre 1944) è un chimico francese, specializzato in chimica supramolecolare, vincitore del premio Nobel per la chimica nel 2016 assieme a Fraser Stoddart e Bernard Feringa per la progettazione e la sintesi di macchine molecolari.

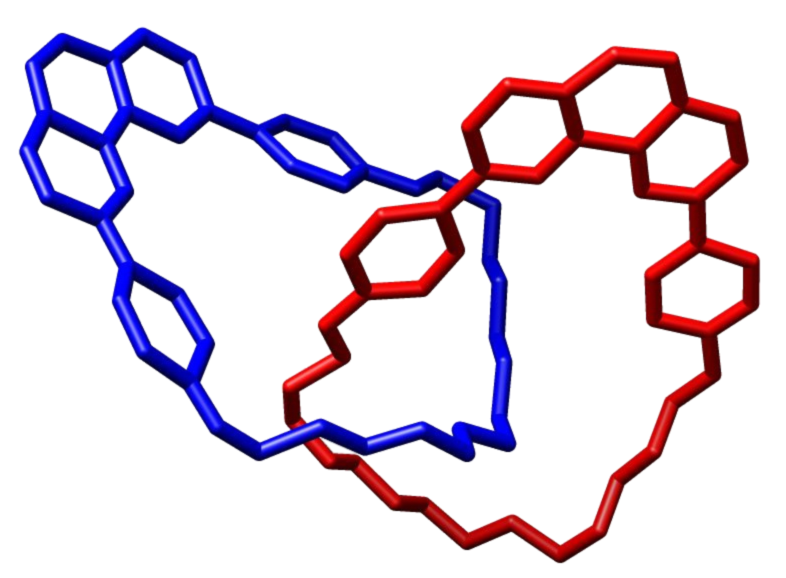
Struttura cristallina di un catenano riportata da Sauvage e collaboratori in Chem. Commun., 1985, 244-247.

Sauvage ha ottenuto il dottorato di ricerca dall'Università Louis-Pasteur sotto la supervisione di Jean Marie Lehn. Durante il dottorato ha contribuito alle prime sintesi dei criptandi. Dopo un periodo di ricerca post-dottorato con Malcolm L. H. Green, è ritornato all'Università di Strasburgo dove attualmente è professore emerito.
Si tratta di uno scienziato prolifico che ha lavorato in diverse aree che includono la riduzione elettrochimica dell'anidride carbonica e i modelli di centri di reazione fotosintetici. Un importante settore al cui sviluppo ha contribuito significativamente è la topologia molecolare, nello specifico le architetture molecolari meccanicamente interconnesse. Inoltre, ha descritto sintesi di catenani e nodi molecolari basati sui complessi di coordinazione.
Il 26 marzo 1990 è stato eletto come membro corrispondente dell'Accademia francese delle scienze ed è diventato membro effettivo il 24 novembre 1997.